# Carlo Gastini
Carlo Gastini (nacido como Carlo Giovanni Antonio Gastini) fue un encuadernador, maestro, actor y poeta italiano. Es conocido por ser el fundador del movimiento de los Antiguos Alumnos y Alumnas de Don Bosco.

## Biografía
Gastini fue el segundo alumno interno de San Juan Bosco. Con él creció como persona y se formó como profesional. Su historia es paralela al nacimiento de Italia como país, con Turín como capital industrial, y al desarrollo de los Salesianos.
Fue el jefe de encuadernación de la Tipografía Editorial Salesiana, una de las más antiguas de Italia, hasta su jubilación. De sus manos salieron más de dos centenares de obras. Fruto de su prestigio, la Tipografía Editorial Salesiana fue invitada a la exposición universal de Barcelona (1888), así como a otras internacionales en Bruselas (1888), Colonia (1889) y Edimburgo (1890).
Como poeta, fue autor de innumerables poemas, diálogos y discursos. Su punto de partida era siempre la cotidianidad. Su poesía era sencilla y cotidiana, con algunas metáforas, llena de esperanza, que apela al sentimiento más que al intelecto. También escribió 39 obras teatrales y 15 musicales
En su agradecimiento a San Juan Bosco por la educación recibida fundó en 1870 el movimiento de los Antiguos Alumnos y Alumnas de Don Bosco, hoy en día presente en más de cien países con casi 120.000 miembros, de forma paralela a una mutualidad y una cooperativa que fueron dos de los gérmenes de la economía social.
Han estudiado en los Salesianos, entre muchos otros, el Papa Francisco, Carlos Gardel, Camilo Sesto, Millán Salcedo, José Manuel Abascal, Dani Rovira, Ángel Expósito, Jordi Basté, Miguel Ríos, Joan Majó, Juan Ignacio Zoido, Ramon Tremosa, Carlos Soler, Joan Pons o Miguel Ángel Revilla.
Su hija Felisa Gastini fundó la Asociación de Antiguas Alumnas de las Hijas de María Auxiliadora. Y su nieta Rosa Gastini, en su jubilación de la SEI, fue distinguida con la máxima condecoración civil italiana: Cavaliere del lavoro. El artista Marco Gastini y la actriz Marta Gastini son descendientes suyos.

## Distinciones
- Exposición Universal de Barcelona (Mención, 1888)
- Exposición Internacional de Bruselas (Mención, 1888)
- Exposición Internacional de Colonia (Mención, 1889)
- Exposición Internacional de Edimburgo (Mención, 1890)